# Чекалин
Чекалин (на руски: Чекалин) е град в Русия, разположен в Суворовски район, Тулска област. Населението на града към 1 януари 2018 година е 914 души.